# Leonardo Pieraccioni
Leonardo Pieraccioni (né le 17 février 1965 à Florence) est un acteur, réalisateur, scénariste, écrivain et auteur-compositeur-interprète italien.

## Filmographie

### Réalisateur et scénariste
- 1995 : I laureati (it)
- 1996 : Il ciclone
- 1997 : Fuochi d'artificio
- 1999 : Il pesce innamorato (it)
- 2001 : Il principe e il pirata (it)
- 2003 : Il paradiso all'improvviso
- 2005 : Ti amo in tutte le lingue del mondo (it)
- 2007 : Una moglie bellissima (it)
- 2009 : Io e Marilyn (it)
- 2011 : Finalmente la felicità (it)
- 2013 : Un fantastico via vai (it)
- 2015 : Il professor Cenerentolo (it)
- 2018 : Se son rose (it)
- 2022 : Il sesso degli angeli (it)

### Scénariste
- 1998 : Il mio West de Giovanni Veronesi

### Acteur
- 1991 : Zitti e mosca
- 1993 : Bonus Malus
- 1994 : Miracolo italiano
- 1995 : I laureati (it) : Leonardo Paci
- 1996 : Il ciclone : Levante Quarini
- 1997 : Fuochi d'artificio : Ottone
- 1998 : Viola bacia tutti de Giovanni Veronesi : Un touriste
- 1998 : Il mio West de Giovanni Veronesi : Doc Lowen
- 1999 : Il pesce innamorato (it) : Arturo Vannino
- 2001 : Il principe e il pirata (it) : Leopoldo Natali
- 2003 : Il paradiso all'improvviso : Lorenzo Buccianti
- 2005 : Ti amo in tutte le lingue del mondo (it) : Gilberto Rovai
- 2007 : Una moglie bellissima (it) : Mariano
- 2009 : Io e Marilyn (it) : Gualtiero Marchesi
- 2011 : Finalmente la felicità (it) : Benedetto Parisi
- 2013 : Un fantastico via vai (it) : Arnaldo
- 2015 : Il professor Cenerentolo (it) : Umberto Massaciuccoli
- 2018 : Se son rose (it) : Leonardo Giustini
- 2022 : Il sesso degli angeli (it) : Don Simone